# Ecliptopera triangulifera
Ecliptopera triangulifera är en fjärilsart som beskrevs av Moore 1888. Ecliptopera triangulifera ingår i släktet Ecliptopera och familjen mätare. Inga underarter finns listade i Catalogue of Life.